# 巴渝十二景
巴渝十二景是指中國重慶市及其周圍多處受歡迎的旅遊景點，當中「巴」、「渝」兩字均為古時重慶市的簡稱。
明朝天順年間，受到湖南省「瀟湘八景」 的影響，當地人民列出他們心儀的美景。列表隨年代而有所變化，一些之前在名單內的地方因天然或人為的改變已不復存在，同時又因環境變遷加入新的景點。

## 渝城八景
該清單最初稱為「渝城八景」，景點數目與「瀟湘八景」相同。在明天順二年（1453年），人們將名單刻在崇音寺（後更名為長安寺）的銅鐘上，原址現為重慶市第25中學。該八處景點為：
1. 金碧香風：金碧山是重慶的最高點，可俯望全城美景。該處現在是渝中區人民公園的一部份。金碧的意思是金色和藍色。宋朝年間，官吏在山頂打造了一座由金色和藍色瓷磚製成的金碧台。站在台中，清風徐來，暗香撲面，四處卻無草木花開，所以得名。
2. 洪岩滴翠：洪岩即洪崖，位於渝中區靠近河邊且臨近重慶市中心的部份。懸崖上有一個洞穴，泉水從穴中流出滴下懸崖，水珠被陽光映透得如粒粒綠珠碧玉，故得此雅號。今天，那裏以吊腳樓羣而聞名。
3. 龍門浩月：流經重慶的長江，在過海棠溪後，被靠南岸的一排隆起的石梁劈為內外兩流。外流洶湧湍急，內流被卻浩如平鏡，內外不同如此分明，嘆為觀止。長江在此轉了一個大彎，形似彎月，古人稱這波平如鏡的水灣為「浩」。另凸出江面的石梁酷似一尊微微向外流傾斜的遊龍，順著江勢連綿而居，中間開處正好疏通著內外水系，形如龍門，南宋便有人在石梁內外兩側刻上「龍、門」兩字，「龍門浩」就此得名。原址現為南岸區南濱公園的一部分。
4. 黃葛晚渡：今天的南岸宏聲路附近，古時為擺渡渡口，連接重慶南北兩岸，因候渡者有黃葛樹遮蔭而得名。20世紀80年代石板坡長江大橋建成，取代了黃葛渡口，渡輪已不復在。現在這個場景人工保存，並於2005年成為南濱公園的一部分。
5. 佛圖夜雨：佛圖關是重慶市中心陸路交通的唯一出口，靠近現在的鵝嶺公園，是古代抵禦來自西部威脅的一個重要的軍事要塞。夜雨寺為佛圖關一主要寺廟，其名來自寺前的一塊岩石，每晚都有水從岩石滲出，被地熱化為蒸氣，尤如夜雨，使佛圖關煙雨朦朧，彷彿江上仙境。2009年5月，為修建渝中區職教中心的實習操作樓，夜雨寺已被拆毀。
6. 孔殿秋香：於今天的重慶第29中學位置，在明朝時是一座孔廟。每到秋天，遍地桂花盛開，蔚為美景，也為寺廟帶來清香。
7. 覺林曉鐘：「覺林」指位於南岸區隱於風景如畫的蓮花山麓的覺林寺，始建於宋代。 每天早上，寺廟中的僧人都會響鈴（就像中國佛教寺廟中的其他僧侶一樣），鐘聲使人們感到快樂。明朝末年，寺廟和鍾聲在戰亂中摧毀。至清康熙二年，雪痕禪師重建寺院，增修了山門和園林，構成了曉鐘喚渡，蓮峰垂露，龍橋夜月，泉水流香等覺林八景，成為盛極一時的觀光勝地。但至清光緒年間，覺林寺被清廷關閉。從此，寺廟漸損，終成廢墟，只留下一報恩塔供人緬懷。
8. 北鎮金沙：今江北區江北嘴。明朝時，江北隸屬於巴縣江北鎮，故稱「北鎮」。冬季水涸時，北鎮在嘉陵江和長江匯合的北岸，河灘多有河沙鋪於岸邊，在陽光的照射下，沙子像黃金一樣閃耀，故稱「金沙」。

## 古巴渝十二景
重慶是一個擁有多元化景觀和文化的主要城市，最初的八景無法呈現重慶的所有面貎。 因此，列表中的數量後來從八個擴展到十二個。第一次擴展成十二景是在清乾隆期間發生的。1760年，當時的巴縣知縣王爾鑒在原來的八景中剔除三個，並在重慶及周邊地區增加了其他七個景點。王的巴渝十二景是：
1. 金碧流香：即原來的「金碧香風」。見上一節。
2. 黃葛晚渡：源自「渝城八景」。見上一節。
3. 統景峽猿：統景谷是渝北區的一系列河谷，距重慶市中心約65公里。御臨河穿過山脈，在這處形成了幾個深谷。統景原稱「桶井」，因谷內被峭壁包圍，形似桶狀，人在其中有坐井觀天之感，故得名。之後易為「統景」，也有「集自然山川之靈秀、統天下多種美景」之意。清朝以來，該區以大量猴子棲居聞名。如今它則是溫泉勝地。
4. 歌樂靈音：歌樂山是沙坪壩區的山脈。今天，這座山以紅岩村而聞名，紅岩村是中國共產黨的歷史紀念地。然而，在清朝，這個地方以天籟而聞名。相傳聲音源自山頂的雲頂寺。雲頂寺始建於明朝，寺內有一銅鐘，高四米，重三千餘斤。僧眾做法事鳴鐘，遠至廿里外都可聽到嘹亮的鳴聲，大殿屋簷上還掛著十二個銅鈴，風一吹，銅鈴發出清脆聲音，和著陣陣松濤翻滾十里，動聽之極。惜1950年代末，為修爐煉鋼，雲頂寺已被拆毀。現在松濤沒了銅鈴相伴，也就少了獨有的韻味。
5. 雲篆風清：雲篆山距離今天的巴南區魚洞約八公里。山上有雲篆寺，建於明朝成化九年（1473年），是一座著名寺廟。重慶被認為是中國的爐灶城市之一[1]，夏季氣溫非常高。然而，由於海拔高，人們在雲篆寺總能感受到涼風颯颯。寺廟在文化大革命期間（1966年至1976年）被毀壞。
6. 洪崖滴翠：源自「渝城八景」。見上一節。
7. 海棠煙雨：海棠溪是南岸區長江的一條小支流河。 海棠溪起源於南山，長約三十英里，流入長江。溪邊以前長滿了海棠樹，每當春雨降臨，淡煙微布，細雨如絲，溪流映帶，其趣無窮，「海棠煙雨」由此得名。唐朝女詩人薛濤在一個下雨的春日前往重慶，參觀了海棠溪，看到了在雨霧中綻放的海棠花美麗景象，然後寫了一首叫《海棠溪》的詩，使此美景廣泛流傳。今天，沿著小溪已沒有聚集的海棠花，但是在南濱公園保留了一部分面貎。
8. 字水宵燈：因長江，嘉陵江在朝天門交匯處附近，流過一系列的岩石和礁石，受到這些岩石的干擾，河水以一種看起來像古篆體的「巴」字，故有「字水」之稱，而「巴」也是古時重慶的名字之一。夜幕低垂，遠處華燈初上，映在河中，點亮「巴」字，「宵燈」映「字水」，人們以前能夠從南岸可以看到這種景像。三峽大壩建設後水流減弱，水位上升，減弱了觀賞性。然而，這種景像仍可在南濱公園看到。
9. 華鎣雪霽：華鎣山是四川盆地東緣的主要山脈，古時為重慶屬地。重慶的北緯約30度，且地處山谷，故在重慶市區很難看到積雪。但在海拔較高的華鎣山可以看到雪景，實屬可貴，且華鎣山在大雪初停之時(即「雪霽」)的景緻更使人震撼。
10. 縉嶺雲霞：縉雲山位於今天的北碚區，它是重慶市中心的主要背斜範圍之一。提出將縉雲山列入清單的王爾鑒稱忚喜歡縉雲山九峰的夜景，他在其詩作《縉嶺雲霞》的序云：「縉雲山九峰爭秀，色赤如霞。」[2]古人以赤多白少為縉，故名縉雲，遂為山名。
11. 龍門浩月：源自「渝城八景」。見上一節。
12. 佛圖夜雨：源自「渝城八景」。見上一節。

## 新巴渝十二景(1989年版)
1989年4月，重慶晚報，重慶電視台和重慶市園林局發起了「新評巴渝十二景」活動，鼓勵市民評選出代表重慶市新的十二個景點。這項活動持續了一年。1990年，晚報發布了重慶的十二個觀點新名單：
1. 大足石刻：世界八大石窟之一。建於公元七世紀，位於重慶市大足縣，有雕像五萬餘尊。現已列入世界文化遺產。
2. 山城燈海：「山城」是重慶市的別稱，這裡指的是重慶市中心的夜景。
3. 四面飛瀑：位於重慶市江津區境內的四面山，四週山脈環繞，分佈有上千條瀑布，其中「望鄉台瀑布」有「華夏第一高瀑」之譽。
4. 縉嶺雲霞：源自「古巴渝十二景」，見上一節。
5. 北泉溫泳：重慶市週遭遍佈溫泉，有「中國溫泉之都」的稱譽。其中四處溫泉最受歡迎：北溫泉，南溫泉，東溫泉和統景溫泉。北溫泉是「溫泉寺」的一部分。溫泉寺建於公元423年，南北朝時期。 1927年，盧作孚將這座寺廟變成了向公眾開放的公園。
6. 南山醉花：南山位於重慶市中心的東南邊緣，以遍植數百種花卉而聞名。當中表表者為南山公園和南山植物園。
7. 歌樂靈音：源自「古巴渝十二景」，見上一節。
8. 統景峽猿：源自「古巴渝十二景」，見上一節。
9. 長湖浪嶼：長壽湖位於重慶市長壽區，是重慶市規模最大（65.5平方公里）的人工湖。該湖有數百個島嶼，竟成「壽」字型排列。鳥飛魚翔、天水一色、島影成趣，被譽為「西南明珠」[3]。
10. 獨釣中原：這裡指的是合川歷史悠久的釣魚城堡。釣魚城在宋朝與蒙古帝國之間的戰爭中發揮了重要作用。當所有其他地方都輸給蒙古人時，釣魚城仍然仡立與之頑抗。1259年，蒙古大汗蒙哥在釣魚城附近的一場戰鬥中喪生，迫使蒙古士兵撤離敘利亞和歐洲。[4][5]
11. 南塘溪趣：這裡指的是指南溫泉，位於重慶南郊花溪河畔風景名勝區內，是另一個受歡迎的重慶溫泉區。
12. 朝天匯流：這裡指的是朝天門及旁邊的港口和廣場。它是舊重慶最東部的城門。大門外是嘉陵江流入長江的地方。

## 新巴渝十二景(2006年版)
2006年，重慶晚報又發起了「新巴渝十二景」活動，評選出2006年版的新巴渝十二景。這一次，晚報發布了兩份單獨的名單：「自然場景」和「人文景觀」。

### 自然場景
1. 阿依秀水：這個景觀指的是彭水苗族土家族自治縣的阿依河。
2. 長湖浪嶼：源自「新巴渝十二景(1989年版)」，見上一節。
3. 芙蓉滴翠：指位於重慶武隆區江口鎮芙蓉江畔的芙蓉洞，為天然溶洞，被列入世界自然遺產。
4. 黑山幽谷：這個指的是萬盛區的黑山谷。
5. 南泉溪趣：與「新巴渝十二景(1989年版)」的「南塘溪趣」相同，見上一節。
6. 四面飛瀑：源自「新巴渝十二景(1989年版)」，見上一節。
7. 天生三橋：位於重慶武隆縣仙女山鎮，是重慶直轄市級風景名勝區，三橋包括：天龍橋、青龍橋、黑龍橋。詳見「天生三橋」條目。
8. 巫山奇峽：指的是巫峽(長江三峽之一)、大寧河的巫山小三峽和巫山縣的小小三峽。
9. 統景溫塘：指的是統景溫泉，與「新巴渝十二景(1989年版)」的「統景峽猿」是同一個地方。
10. 黔江奇海：這裡指的是黔江區小南海國家地質公園。它是清咸豐六年（1856年6月）地震形成的一個屏障湖。里氏震級為6.3級，它從附近的山脈中摧毀了岩石，攔截了河流。地震大壩長1170米，寬1040米，高65米。該湖長5公里，面積2.9平方公里。
11. 金佛崔嵬：指南川區的金佛山，是世界自然遺產。
12. 黃水林海：黃水鎮是石柱土家族自治縣的一個小鎮。它以1998年成立的黃水國家森林公園而聞名。

### 人文景觀
1. 朝天匯流：源自「新巴渝十二景(1989年版)」，見上一節。
2. 瓷器古鎮：指磁器口，是重慶主城區內少有的能領略老重慶風味的地方，被稱爲「小重慶」。詳見「磁器口」條目。
3. 山城夜景：與「新巴渝十二景(1989年版)」的「山城燈海」相同，見上一節。
4. 彩雲白帝：指的是奉節縣白帝城古廟群的景觀。名稱源自唐朝詩人李白《早發白帝城》一詩首句：「朝辭白帝彩雲間」。
5. 大足石刻：源自「新巴渝十二景(1989年版)」，見上一節。
6. 漢豐新城：開州區漢豐鎮，原址位於長江流域附近。三峽大壩的建設提升了長江水位，老漢峰被水淹沒。政府在更高的地方建立了一個全新的，規劃較好的漢豐城。
7. 名碑金街：指的是解放碑及其周圍的廣場。這是重慶最重要的地標。
8. 西沱天街：西坨是石柱土家族自治縣保存完好的古鎮。西沱天街從是長江沿線唯一垂直江面的街道，被稱為「萬里長江第一街」。街兩旁保存著明清遺留下來的層層疊疊的土家民居吊腳樓。從街上穿過長江便可到石寶寨(見下面「石寶瓊閣」)。[6]
9. 釣魚古城：與「新巴渝十二景(1989年版)」的「獨釣中原」相同，見上一節。
10. 紅岩豐碑：指的是「紅岩紀念館」，詳見「八路軍重慶辦事處舊址」條目。
11. 石寶瓊閣：指位於忠縣石寶鎮長江北岸邊的石寶寨，為一臨江拔起高十多丈的陡壁巨石。相傳此石為女媧補天所遺的一尊五彩石，故稱「石寶」。詳見「石寶寨」條目。
12. 豐都鬼城：位於重慶市下游豐都縣的長江北岸，相傳是酆都大帝與十殿閻君管理諸鬼之所。詳見「豐都鬼城」條目。

## 新巴渝十二景(2015年版)
事隔九年後，重慶日報報業集團再一次舉辦「新重慶巴渝十二景」，除原有的「自然場景」類改名為「自然景觀」類外，這次將「人文景觀」拆開為「人文勝地」類和「城市地標」類，每個類別各含十二景，一共評選出三十六個景點。

### 自然景觀類
1. 茶山竹海：即位於永川區的茶山竹海國家森林公園，距重慶市中心55公里，擁有2萬畝大型連片茶園和5萬畝竹海，乃罕見的茶竹共生景觀，武俠片《十面埋伏》即在此取景拍攝[9]。2013年列為國家4A級風景區。
2. 半島燈海：指渝中半島的夜景，即2006年版的「山城夜景」，見上一節。
3. 天下龍缸：指位於雲陽縣的龍缸國家地質公園，總面積296平方公里。區內遍佈溶洞，奇峰怪石，地貌奇特。2017年列為國家5A級風景區。
4. 玄天秀水：即玄天湖，位於銅梁巴嶽山，湖邊建有「玄天湖旅遊度假區」。
5. 龍水西湖：這裏指的是大足區的龍水湖，因其坐落於巴嶽山西部，故譽為「重慶西湖」。龍水湖為人工湖，面積16平方千米，湖內有形態各異的108個小島點綴，延綿十餘千米，景觀獨特。2004年列入第四批國家水利風景區。
6. 古劍雲海：即綦江區的古劍山景區，2012年列為國家4A級旅游景區。初冬時分，這裏的雲海變化無常而又千姿百態，令人震撼。
7. 黑山幽谷：源自「新巴渝十二景(2006年版)」，見上一節。
8. 照母湧翠：指的是位於北部新區的照母山森林公園。因南宋狀元馮時行曾在此結廬照母，故得名。這裏植被覆蓋綿密，山勢起伏平緩，甚合老少散止。園內亦有明清時期節孝、忠孝牌坊、孝母泉等景。
9. 三峽紅葉：長江三峽兩岸生長著的植物，每逢十一月尾到次年一月初，即火紅滿上，連綿百里，為中國最長天然紅葉觀賞帶。
10. 黃水林濤：即黃水國家森林公園，位於石柱縣黃水鎮的七曜山山原上，1998年列為國家級森林公園，2017年入選第三批中國森林氧吧[10]。區域總面積32441公頃，可遊面積6000公頃，是重慶國家級森林公園中區域面積最大，也是長江三峽黃金旅遊線上唯一的土家少數民族旅遊景區。
11. 仙女天成：指位於武隆區的仙女山國家森林公園，距重慶主城區180千米。其以南國罕見的林海雪原，碧野景觀，2011年列為國家5A級風景區。
12. 青龍飛瀑：即萬州大瀑布，寬151米，高64米，是亞洲第一大瀑布。2012年列為國家4A級風景區。

### 人文勝地類
1. 湖廣會館：重慶湖廣會館位於渝中區，是廣東公所、齊安公所、禹王宮等古建築群的統稱，始建於清乾隆二十四年（1759）。會館內現加建博物館，紀錄了導致會館產生的背後事件，歷史上一次大規模的移民潮——湖廣填四川。
2. 古城安居：即安居古城，位於銅梁區，是重慶保存得最完整的古建築城鎮。城內宮、廟、寺林立，「九宮十八廟」，區級文物古蹟多達197處。2014年列為國家4A級旅遊景區。
3. 三峽梯城：位於雲陽縣，因建有「登雲梯」，橫貫全市中央，故命之。登雲梯全長1388米、寬30米、共1975級，垂直高度達200多米。市內還有三峽文物園、磐石城、龍脊嶺公園等景點。2014年梯城列為國家4A級旅遊景區。
4. 愛情天梯：位於江津區高灘村，詳見「愛情天梯」條目。
5. 華巖禪意：指華巖風景區，位於重慶市西南郊九龍坡區。區內有「華巖寺」，佔地三萬平方米，年代久遠，興建時間已不考，但至少有數百年歷史，被譽為「川東十大古剎」之一。
6. 南濱溢彩：即南岸區南濱路，詳見「南濱路」條目。
7. 豐盛古韻：即豐盛古鎮，坐落在重慶市巴南區。古鎮可追溯至北宋，於明清達至鼎盛。現鎮所在地佔地尚有半邊、江西、埡口、十字、書院、壽字、公正、長寧等八條老街，不少古建築仍保存完好。
8. 釣城懷古：即「釣魚古城」及「獨釣中原」，見上一節。
9. 白鶴繞樑：涪陵區長江南岸大江中，有一座天然石梁「白鶴梁」。樑上有許多歷代文人（黃庭堅、朱熹、王仕禎等人）在那裏題刻，留下約三萬字真跡，被譽為「水下碑林」。因修建三峽工程，白鶴梁題刻被全部淹沒，不能露出水面，因此利用工程壓力原理，在原址修建白鶴梁水下博物館，遊客可以從岸經過水下通道進入博物館，觀賞白鶴梁題刻。這裏指的正是「白鶴梁水下博物館」。
10. 路孔萬靈：指「萬靈古鎮」，原名「路孔鎮」，位於榮昌區東部。相傳明朝有位叫曾傲的和尚，雲遊到此，發覺坡邊有六個石孔，似與河中相通，便往石孔倒入糠殼上試一試，不久糠殼果然從河中冒出，於是就把這裏叫作「六孔河」，後來改叫「路孔」。路孔鎮依山順勢而建，台階步梯隨處都是，頗有些重慶老城的感覺，所以又叫「小山城」。2014年列為國家4A級旅遊景區。
11. 風情濯水：指黔江濯水古鎮，是一個集土家吊腳樓群落、水運碼頭、商貿集鎮於一體的千年古鎮。
12. 雙桂禪堂：指梁平縣雙桂堂，詳見「雙桂堂」條目。

### 城市地標類
1. 十字金街：即渝中解放碑中央商务区地帶，號稱「十字金街」。詳見「解放碑中央商務區」條目。
2. 天地湖光：指渝中重慶天地，為大型建築項目，規劃建築面積約348萬平方米，集商業寫字樓、休閒娛樂、商場、酒店、人工湖、濕地公園、住宅等多種設施。當中B11二三期超高層項目建築物高度將為458米，預計2022年完成[11]。
3. 開埠新城：指南岸彈子石核心商業區，為重慶中央商務區「金三角」之一，其餘兩個在解放碑(十字金街，見上)及江北嘴(北岸皇冠，見下)。
4. 綠園串珠：指大渡口公園群。大渡口為重點綠化城市，區內建有多個公園[12]。
5. 樂和樂都：為座落於永川的主題公園，佔地三百多公顷。內有地球村、歡樂世界、野生動物世界等區域，並設有兩間酒店。
6. 北岸皇冠：指位於江北的核心商業區，詳見「江北嘴中央商務區」條目。
7. 動物樂園：即位於九龍坡的重慶動物園，詳見「重慶動物園」條目。
8. 白塔老街：指文峰古街，位於合川区城區的涪江南側，與釣魚城僅一橋之隔，是一處在古代遺址的基礎上修建的訪古式商業街。
9. 兩江彩虹：指重慶两江大桥，即「东水门长江大桥」和「千廝門嘉陵江大橋」的合稱。兩橋分別替渝中區打開南、北通道。詳見相關條目。
10. 白象老街：即渝中区的白象街，全長425米。短短的一條白象街，曾在十九世纪末二十世纪初為經濟中心，世界三大金融街區之一，比肩纽约华尔街、伦敦金融街。百年過後，昔日繁華已消失殆盡。重慶市政府近年委託融創發展商重建該區，希望挽回部份往日風光。
11. 鶯花飛渡：即「鶯花渡」，為江北區鎏嘉碼頭原址的舊稱。現在是商業及娛樂休閒中心。
12. 四季觀塘：指璧山縣城南部的觀音塘濕地公園，占地四十公頃，為國家級濕地公園。園內有植物677種，吸引了白鹭、斑鳩、鸳鸯等30餘種野生鳥類棲息。2014年列為4A級旅遊景區。